# هفتاد و سومین دوره جوایز بفتا
هفتاد و سومین دوره جوایز فیلم آکادمی بریتانیا در تاریخ ۲ فوریه ۲۰۲۰ در رویال آلبرت هال در لندن برگزار شد و از بهترین فیلم‌های ملی و خارجی سال ۲۰۱۹ تقدیر به عمل آمد؛ که جوایزی برای بهترین فیلم بلند سینمایی و مستندهای از هر ملیتی که در سال ۲۰۱۹ در سینماهای انگلیس به نمایش درآمد، اهدا شد.

## برندگان و نامزدها

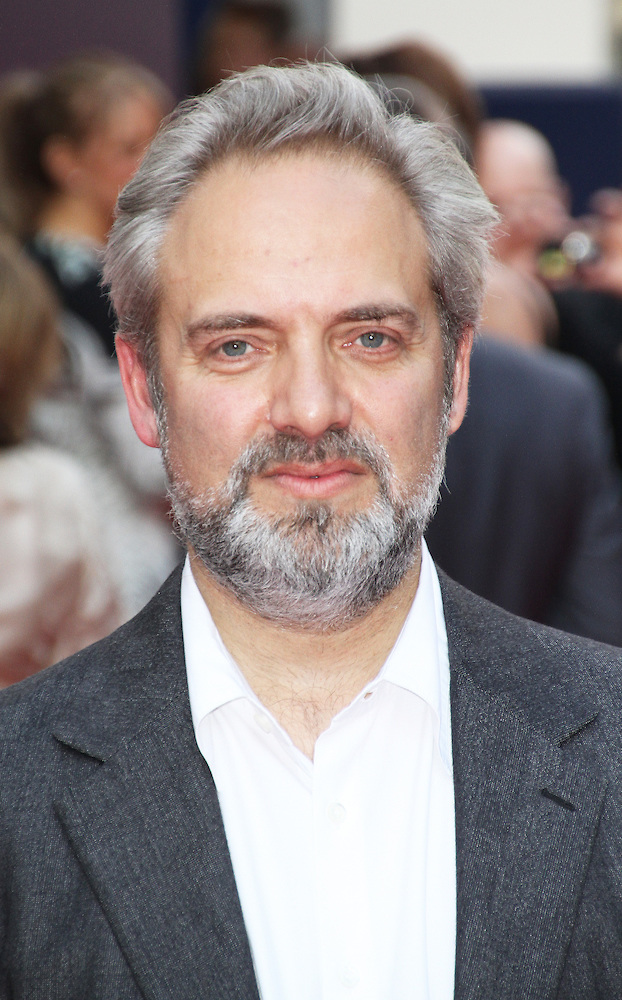
سام مندس، برنده بهترین فیلم و بهترین کارگردان

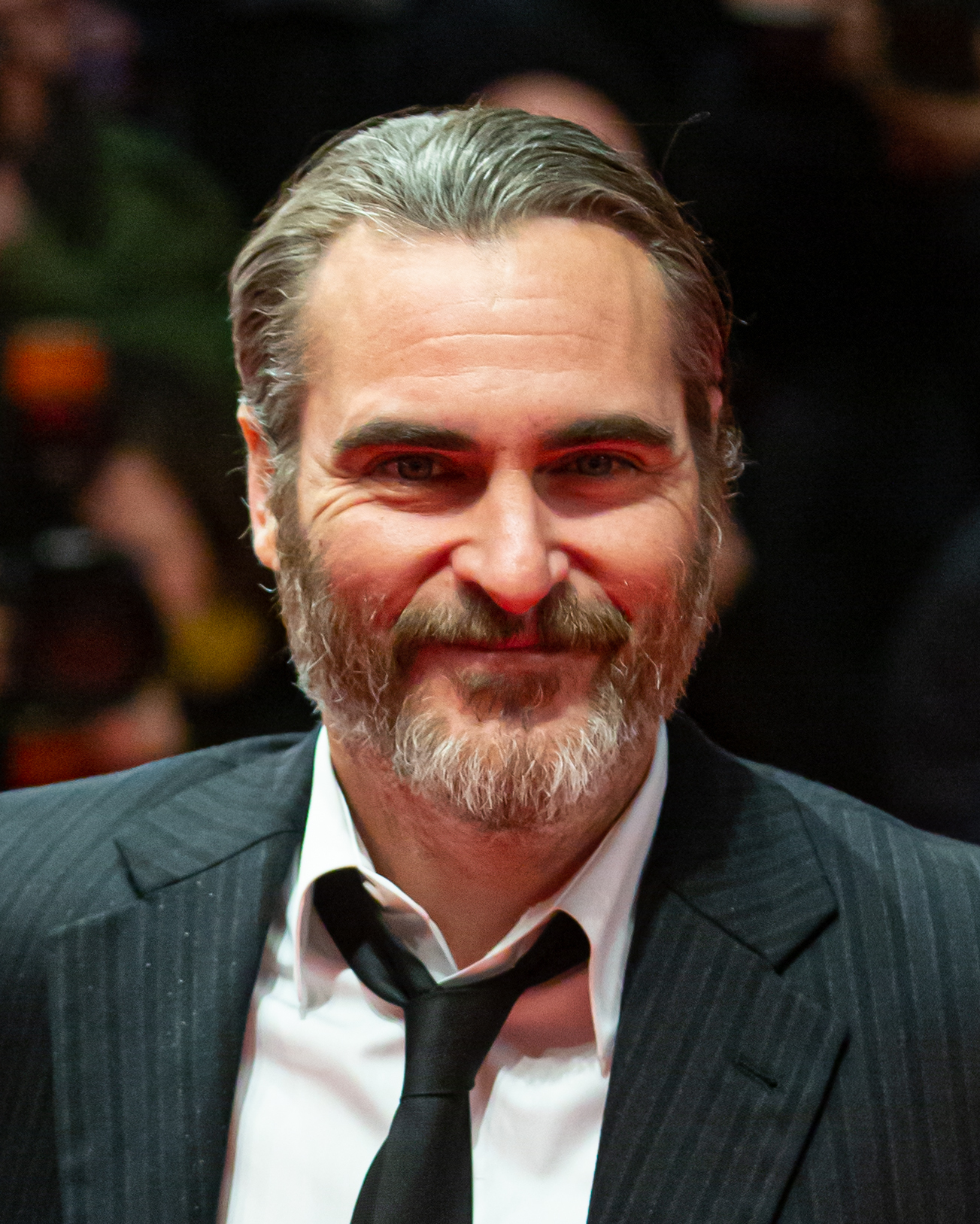
خواکین ققنوس، برنده بهترین بازیگر نقش اول مرد

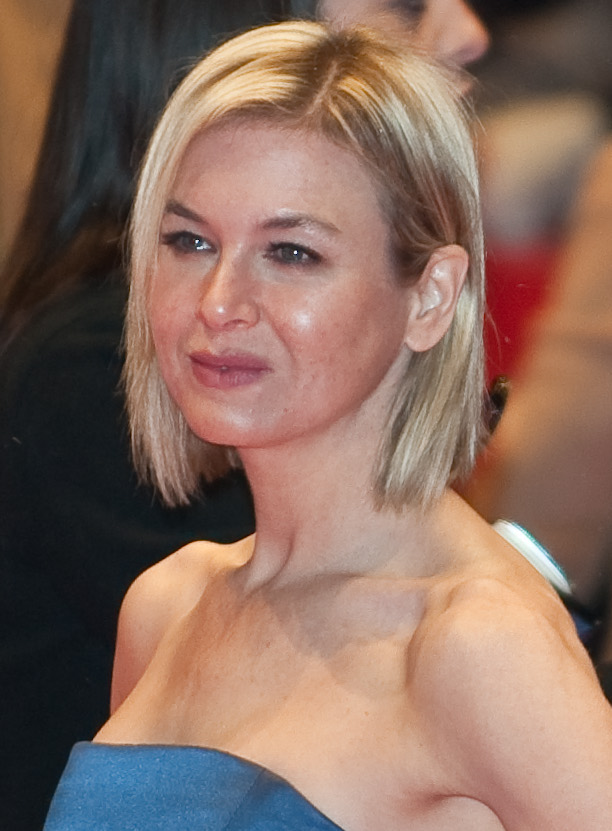
رنه زلوگر، برنده بهترین بازیگر نقش اول زن

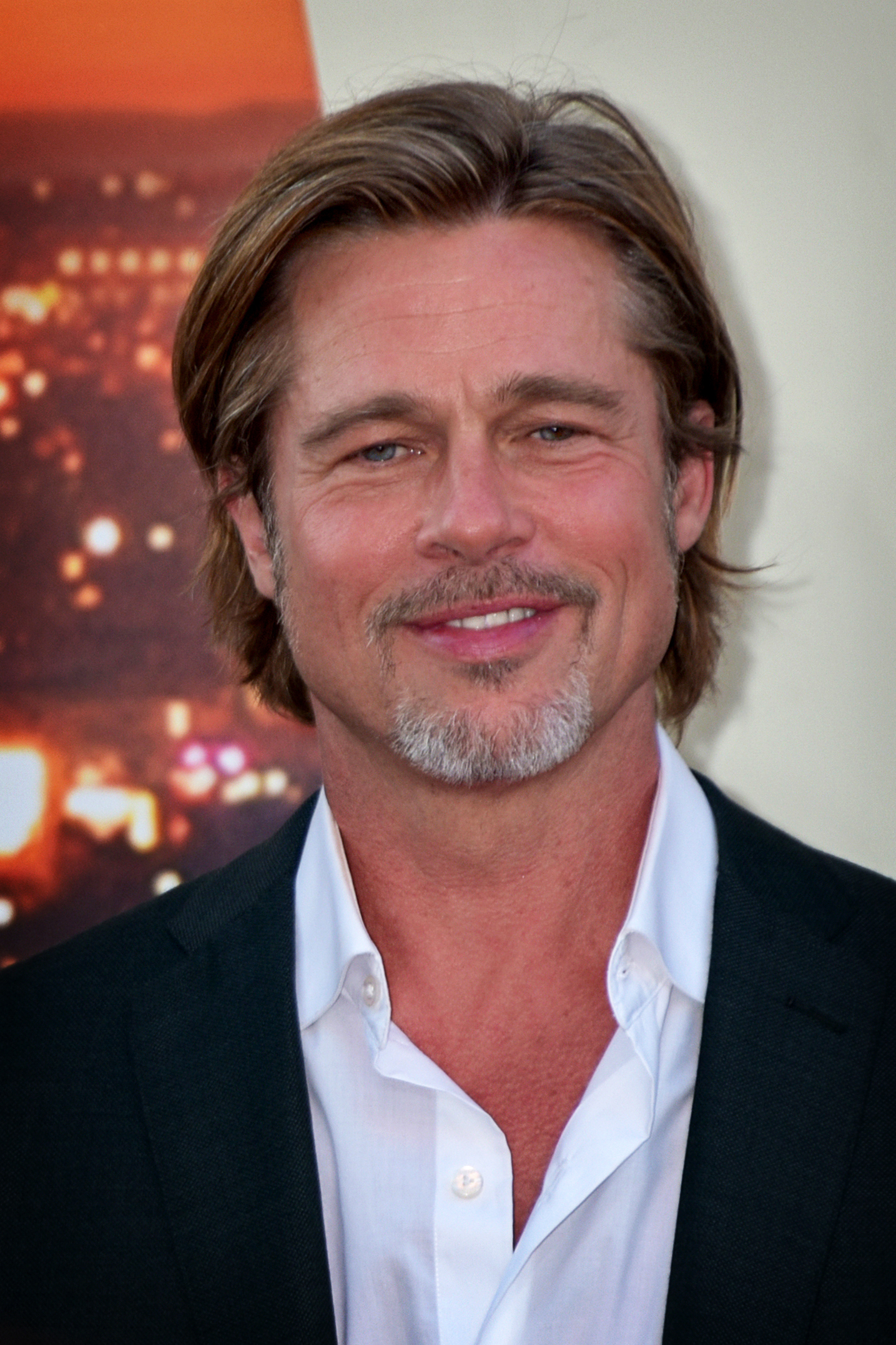
برد پیت، برنده بهترین بازیگر نقش مکمل مرد

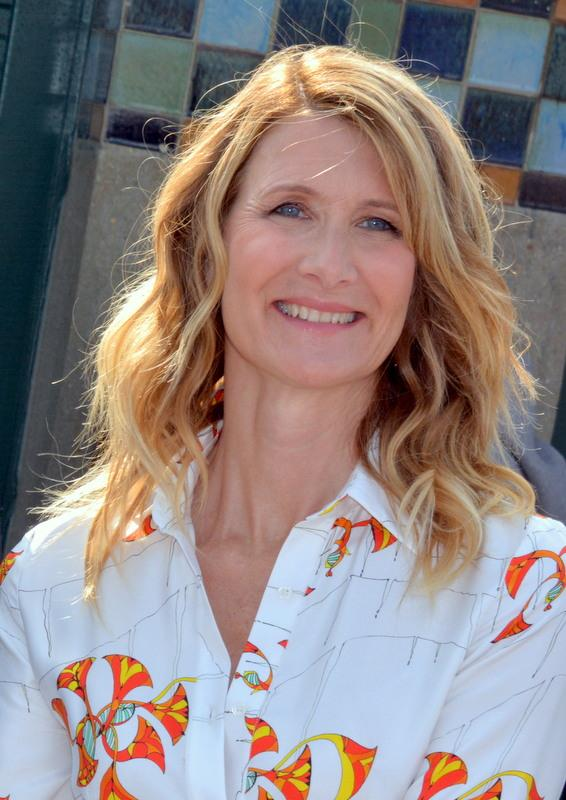
لورا درن، برنده بهترین بازیگر نقش مکمل زن

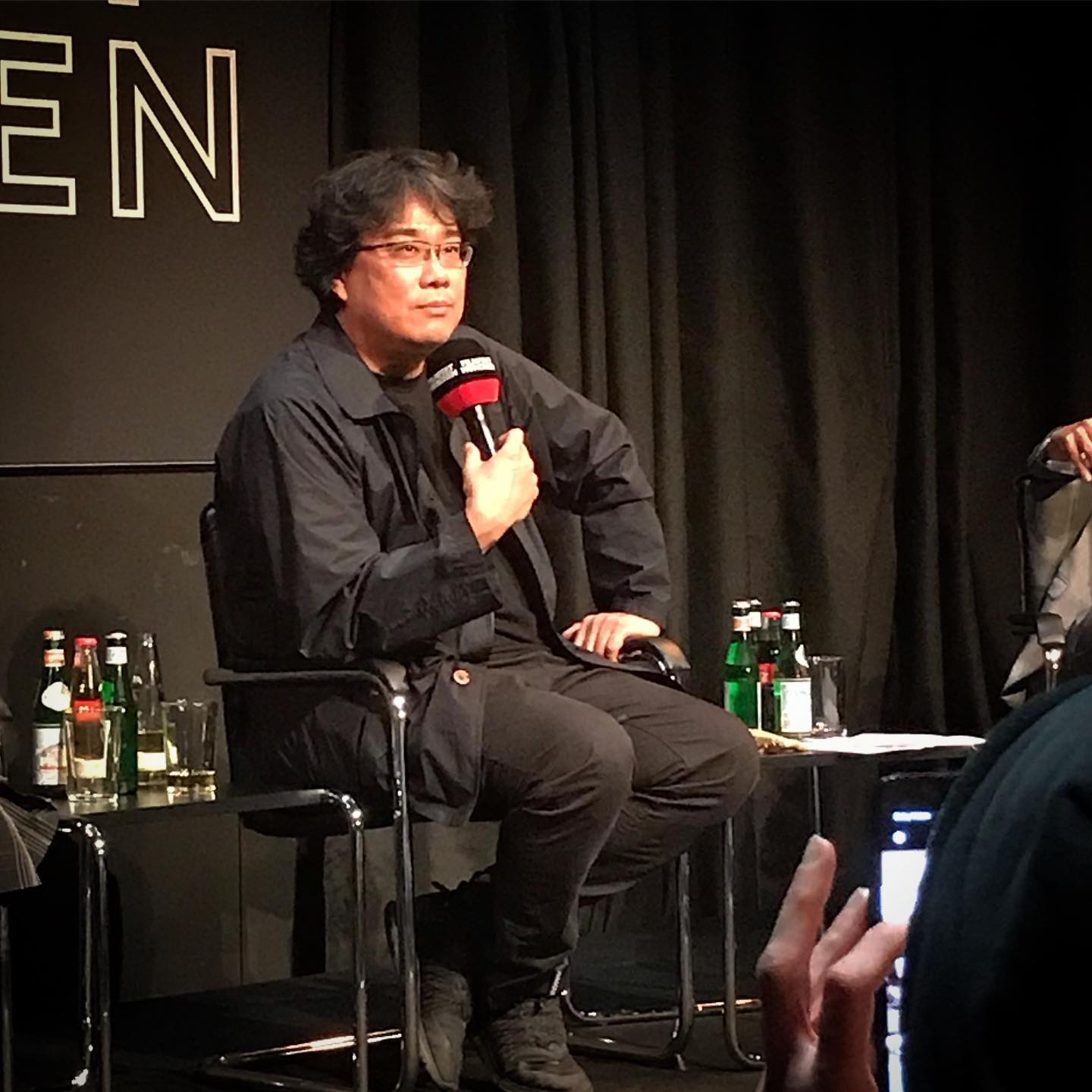
بونگ جون هو، برنده بهترین فیلم غیر انگلیسی زبان و برنده بهترین فیلمنامه اصلی

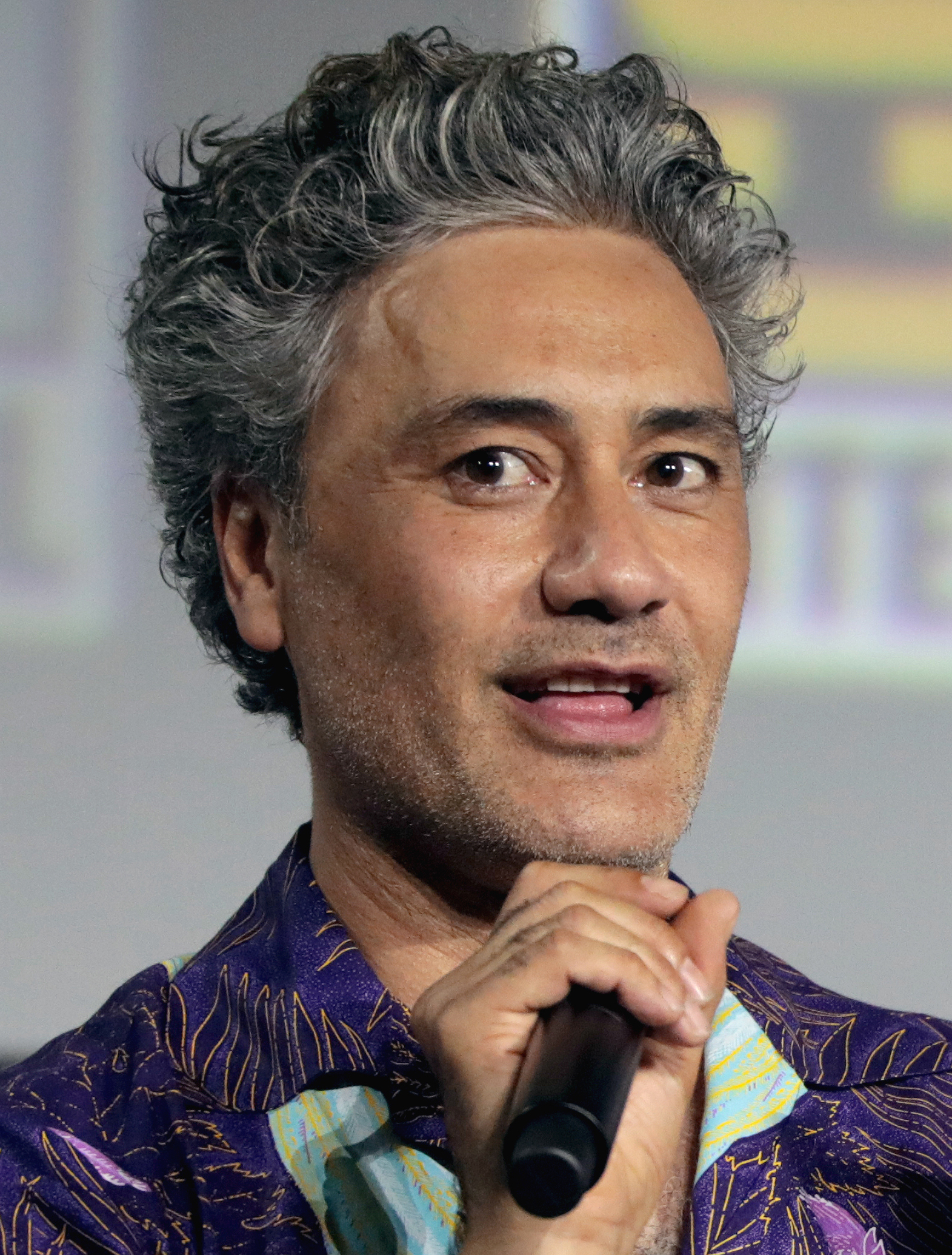
Taika Waititi، برنده بهترین فیلمنامه اقتباسی

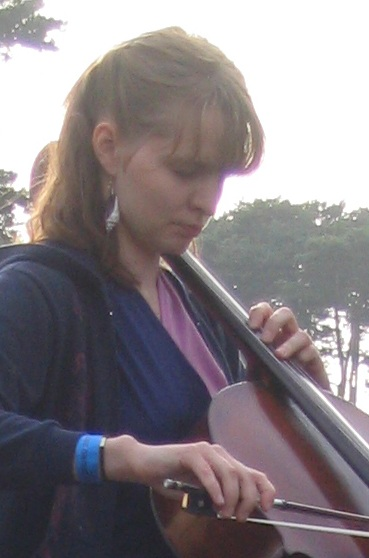
هیلدور Guðnadóttir، برنده بهترین امتیاز اصلی

نامزدهای معرفی شده در ۷ ژانویه ۲۰۲۰ و برندگان در ۲ فوریه ۲۰۲۰ اعلام شد.

### فیلم‌هایی با نامزدها و جوایز متعدد
| Nominations | Film                        |
| ----------- | --------------------------- |
| ۱۱          | جوکر (فیلم ۲۰۱۹)            |
| ۱۰          | مرد ایرلندی (فیلم ۲۰۱۹)     |
| ۱۰          | روزی روزگاری در هالیوود     |
| ۹           | ۱۹۱۷ (فیلم ۲۰۱۹)            |
| ۶           | جوجو خرگوشه                 |
| ۵           | زنان کوچک (فیلم ۲۰۱۹)       |
| ۵           | داستان ازدواج               |
| ۵           | دو پاپ                      |
| ۴           | برای سماء                   |
| ۴           | انگل (فیلم ۲۰۱۹)            |
| ۴           | راکت‌من (فیلم)               |
| ۳           | بامب‌شل (فیلم)               |
| ۳           | جودی (فیلم ۲۰۱۹)            |
| ۳           | فورد در برابر فراری         |
| ۳           | جنگ ستارگان: خیزش اسکای‌واکر |
| ۲           | Bait                        |

| Wins | Film             |
| ---- | ---------------- |
| ۷    | ۱۹۱۷ (فیلم ۲۰۱۹) |
| ۳    | جوکر (فیلم ۲۰۱۹) |
| ۲    | انگل (فیلم ۲۰۱۹) |